# Saint-Michel, Charente
Saint-Michel är en kommun i departementet Charente i regionen Nouvelle-Aquitaine i västra Frankrike. Kommunen ligger  i kantonen La Couronne som ligger i arrondissementet Angoulême. År 2022 hade Saint-Michel 3 220 invånare.

## Befolkningsutveckling
Antalet invånare i kommunen Saint-Michel
Referens:INSEE